# Al-Hakim bi-Amr Allah
Abu Ali Mansur Ibn al-Aziz bi-Allah Nizar, nazywany Al-Hakim bi-Amr Allah (ar. الحاكم بأمر الله, trl. Al-Ḥākim bi-Amr Allāh; ur. 13 sierpnia 985, zm. 13 lutego 1021) – kalif fatymidzki.

## Życiorys
Był znany z odbieranych jako dowód niezrównoważenia zachowań, w tym z uporczywej walki ze spożywaniem alkoholu. Za jego panowania chrześcijanie przeżyli okres prześladowań religijnych. W 1012-3 roku Al-Hakim wydał rozkaz zniszczenia wszystkich kościołów w swoim państwie, który to rozkaz, z pojedynczymi wyjątkami, wykonano. Już wcześniej, w 1009 roku, rozkazał zburzyć Bazylikę Grobu Świętego. Prześladował również Żydów oraz kazał przeklinać postacie szanowane przez sunnitów. Później złagodził politykę względem innych religii i wyznań. W 1013 roku zezwolił na emigrację chrześcijan i Żydów do Bizancjum, a pod sam koniec życia zezwolił na chrześcijańskie praktyki religijne i na odbudowę kościołów i klasztorów, którym zwrócił większość majątków. Zezwolił nawet na powrót do oryginalnej religii tym chrześcijanom i Żydom, którzy przeszli wcześniej na islam. Al-Hakim zniknął w roku 1021 (prawdopodobnie padł ofiarą zamachu), co dało początek twierdzeniom, że jako Bóg zniechęcił się do świata i postanowił z niego wycofać. Za jego życia i bezpośrednio po jego śmierci (od około 1017-8 roku) powstała przypisująca mu wyjątkowe znaczenie religia druzów.